# Bình Tiến
Bình Tiến là một xã thuộc thị xã Hương Trà, thành phố Huế, Việt Nam.
Tên của xã được ghép từ tên của hai xã cũ là Bình Điền và Hồng Tiến.

## Địa lý
Xã Bình Tiến ở phía nam thị xã Hương Trà, có vị trí địa lý:
- Phía đông giáp xã Bình Thành
- Phía tây giáp huyện Phong Điền
- Phía nam giáp huyện A Lưới
- Phía bắc giáp phường Hương Vân và xã Hương Bình.

Xã Bình Tiến có diện tích 140,02 km², dân số năm 2018 là 5.951 người, mật độ dân số đạt 43 người/km².

## Hành chính
Xã Bình Tiến được chia thành 10 thôn: 1, 2, 3, 4, 5, An Vinh, Đông Hòa, Phú Lợi, Thuận Lộc, Thuận Lợi.

## Lịch sử
Địa bàn xã Bình Tiến hiện nay trước đây vốn là hai xã Bình Điền và Hồng Tiến thuộc thị xã Hương Trà.
Sau năm 1975, xã Hồng Tiến thuộc huyện A Lưới. Ngày 18 tháng 5 năm 1981, xã được sáp nhập vào huyện Hương Điền.
Xã Bình Điền được thành lập vào ngày 6 tháng 1 năm 1983 trên cơ sở khu kinh tế mới Bình Điền 1. Khi mới thành lập, xã thuộc thành phố Huế.
Ngày 29 tháng 9 năm 1990, Hội đồng Bộ trưởng ban hành Quyết định 345-HĐBT. Theo đó:
- Chia huyện Hương Điền thành ba huyện Hương Trà, Phong Điền và Quảng Điền
- Chuyển xã Bình Điền về huyện Hương Trà quản lý.

Từ đó, các xã Bình Điền và Hồng Tiến thuộc huyện Hương Trà.
Ngày 15 tháng 11 năm 2011, huyện Hương Trà được chuyển thành thị xã Hương Trà, các xã Bình Điền và Hồng Tiến thuộc thị xã Hương Trà.
Trước khi sáp nhập, xã Bình Điền có diện tích 117,92 km², dân số là 4.392 người, mật độ dân số đạt 37 người/km². Xã Hồng Tiến có diện tích 22,10 km², dân số là 1.559 người, mật độ dân số đạt 71 người/km².
Ngày 17 tháng 12 năm 2019, Ủy ban Thường vụ Quốc hội ban hành Nghị quyết 834/NQ-UBTVQH14 về việc sắp xếp các đơn vị hành chính cấp xã thuộc tỉnh Thừa Thiên Huế (nghị quyết có hiệu lực từ ngày 1 tháng 1 năm 2020). Theo đó, sáp nhập toàn bộ diện tích và dân số của xã Bình Điền và xã Hồng Tiến thành xã Bình Tiến.